# مارتن غيلبرت
مارتن غيلبرت (بالإنجليزية: Martin Gilbert)‏ (و. 1982  م) هو راكب دراجة هوائية كندي، ولد في شاتوغيه، كيبك، شارك في الألعاب الأولمبية الصيفية 2008.
.

## روابط خارجية
- مارتن غيلبرت على موقع أرشيف الدراجات (الإنجليزية)
- مارتن غيلبرت على موقع إحصائيات الدراجات الإحترافية (الإنجليزية)
- مارتن غيلبرت على موقع نسبة الدراجات (الإنجليزية)
- مارتن غيلبرت على موقع أوليمبيديا (الإنجليزية)
- مارتن غيلبرت على موقع دورة ألعاب الكومنولث 2006 (مؤرشف) (الإنجليزية)